# シーター・エア

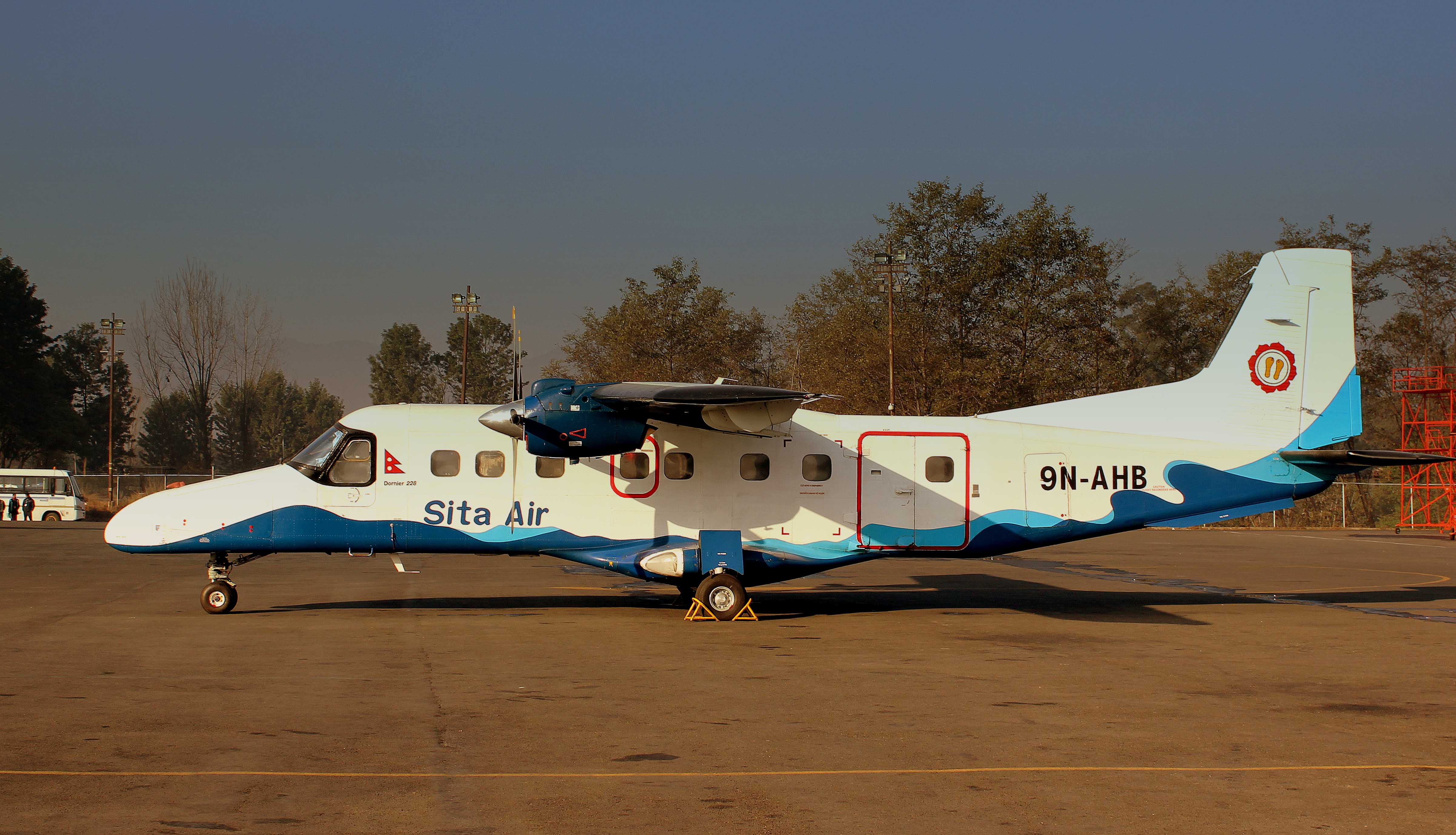
トリブバン国際空港に駐機中のシーター・エア機（2013年2月13日）。

シーター・エア（ネパール語: सीता एयर、Sita Air）は、ネパールの航空会社。

## 歴史
2000年に事業免許を取得。2003年2月6日より、1機のドルニエ 228で運航を開始した。順調に拡大を続け西方にあるスルケットかネパールガンジへの拡大が検討されたが、2005年にはスルケットを拠点に貨物便を運航することになった。
2012年9月28日、墜落事故が発生、これにより乗員・乗客19人が死亡した。さらに、この事故によりネパールの航空会社に対してEU域内乗り入れ禁止措置が検討されることが危惧され、2013年12月5日にはその危惧が現実となった。

## 就航地
ハブ空港をカトマンズのトリブバン国際空港とし、西方のハブとしてネパールガンジを位置づけている。定期便は他にルクラ、ジャナクプル、ビラートナガル、トゥムリングター、ポカラ、ジョムソム、ダン、ダンガリへ、貨物便及びチャーター便はバジャン、シミコット、チャウジャリ、ジュムラへも運航されている

## 保有機材
4機のドルニエ 228を保有している。

## 注
1. ↑  後に、ネパールガンジ空港がハブ空港化している[5]
2. ↑  この措置は、国内線専業の航空会社に対しても旅行業者により指定の事実を知らせ、旅行者による利用を推奨しないという形で影響を及ぼすものである[7]